# آندری ساهایداکوفسکی

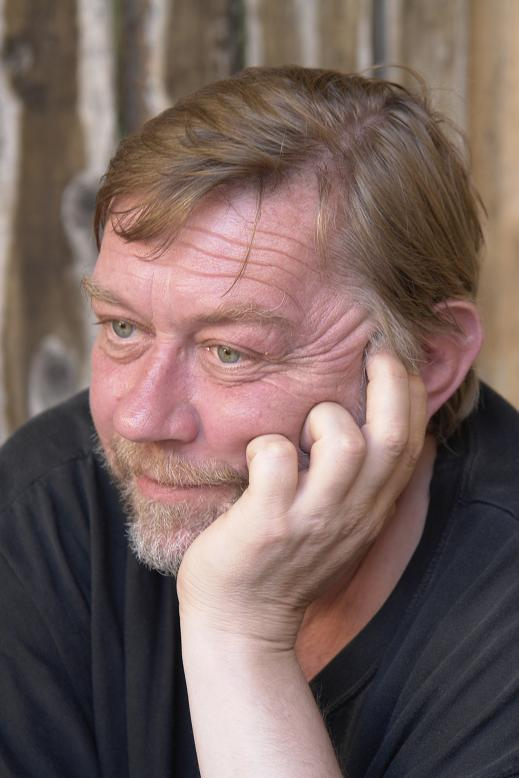
آندری ساهایداکوفسکی

آندری والریانوویچ ساهایداکوفسکی (زاده ۱۷ آوریل ۱۹۵۷ در لویو) یک هنرمند اوکراینی و شرکت کننده در بسیاری از نمایشگاه‌های هنری است. او در زمینه نقاشی فعالیت می‌کند و تکنیک‌های غیرعادی مانند نقاشی روی قالی را تمرین می‌کند. آندری یکی از کنایه‌آمیزترین هنرمندان معاصر اوکراینی است که دیدگاه‌های غیرعادی در مورد موضوعات روزمره پیدا می‌کند.